# Agromyza pagana
Agromyza pagana este o specie de muște din genul Agromyza, familia Agromyzidae, descrisă de Spencer în anul 1986.
Este endemică în Kansas. Conform Catalogue of Life specia Agromyza pagana nu are subspecii cunoscute.